# Береговая Кордильера
Берегова́я Кордилье́ра, или Береговы́е Кордилье́ры Анд, Береговые Кордильеры (исп. Cordillera de la Costa) — меридиональный хребет, протянувшийся почти параллельно Главной Кордильере и отделяющий Продольную долину Чили от Тихого океана.

## География
Береговая Кордильера протянулась на 3000 км с севера на юг от Арики до пролива Чакао, далее продолжается на юг цепочкой островов Чилийского архипелага, а также полуостровом Тайтао.
По своей высоте значительно уступает Главной Кордильере, её высочайшая вершина — Викунья-Макенна имеет высоту 3114 метров и расположена на юго-западе области Антофагаста, между городами Антофагаста и Талтал.

## Наивысшие вершины Кордильера-де-ла-Коста

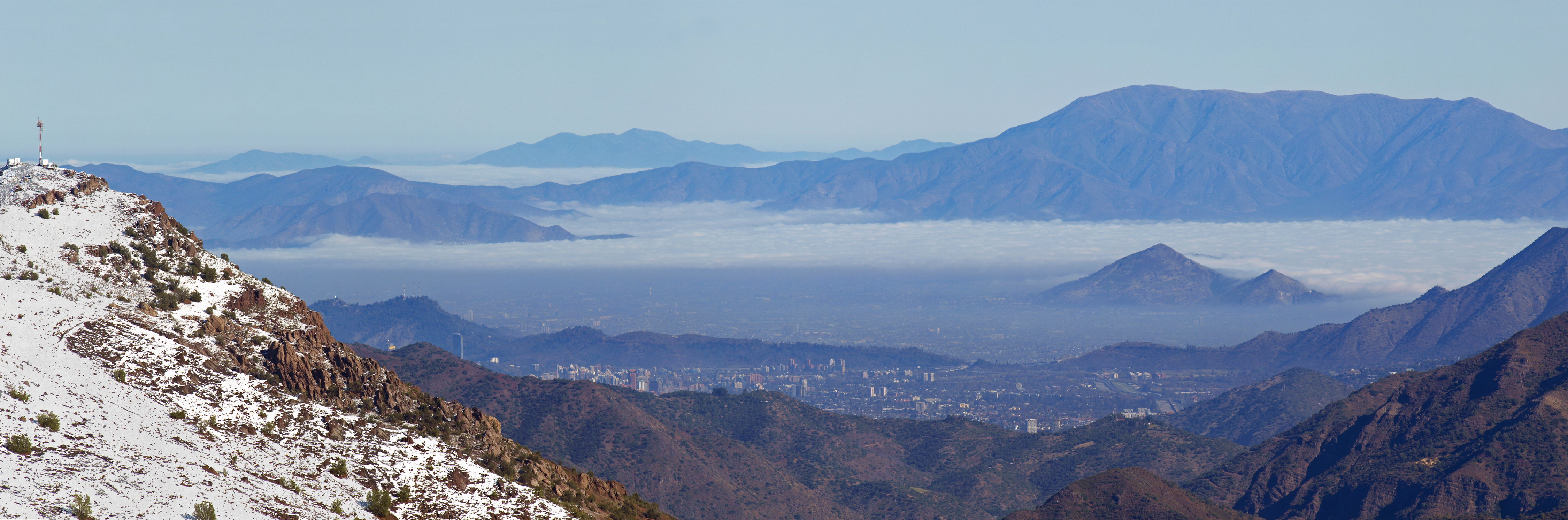
Береговая Кордильера (на заднем плане) и столица Чили Сантьяго

- Викунья-Макенна (3114 м)
- Армазонес (3064 м)
- Юмбес (2392 м)
- Эль-Моро-Чаче (2338 м)
- Альтос-де-Сантильяна (2318 м)
- Пикорете (2277 м)
- Эль-Робле (2222 м)
- Вискачас (2108 м)
- Ла-Компана (1880 м)

## Геологическое строение
Основание Береговой Кордильеры палеозойскими (возможно и докембрийскими) метаморфическими толщами (амфиболиты, гнейсы, кристаллические сланцы), верхнепалеозойскими обломочными породами и палеозойскими интрузиями. Этот складчатый комплекс перекрыт толщей морских вулканогенных образований (андезиты, кератофиты, туфы) с отдельными горизонтами осадочных пород поздний триаса — раннего мела и комплексом наземных вулканитов андезитового состава апта — палеогена.
Относительно простые структуры Береговой Кордильеры образовались в результате складчатости в поздней юре, середине раннего мела и раннем палеогене. Вулканизм отсутствует, но достаточно часто происходят землетрясения.